# Lucas Nijsingh (1787-1857)
Lucas Nijsingh (de Wijk, 1 januari 1787 – aldaar in Den Hof, 26 juni 1857) was een Nederlandse schout (burgemeester).

## Leven en werk
Nijsingh was een zoon van de schulte van de Wijk Rudolf Willem Nijsingh (1746-1805) en Anna ten Wolde. Van grootvaderszijde waren al zijn voorvaders in rechte lijn schulte van Westerbork geweest. Zijn oudst bekende voorvader Luitge Nijsingh werd in 1566 door Eigenerfden en Ridderschap van Drenthe aangesteld tot schulte van Westerbork en in 1575 door Filips II.
Nijsingh was van 1821 tot 1826 burgemeester van de Wijk, een functie die in deze periode in de plattelandsgemeenten van Drenthe schout of schulte werd genoemd. Hij volgde in die functie zijn neef Jan Nijsingh op, die in 1821 was gekozen tot gedeputeerde van Drenthe. In 1826 werd hij als burgemeester van de Wijk opgevolgd door de oom van zijn vrouw, de landbouwer Klaas Jans Schiphorst. In 1831 werd Nijsingh gekozen tot lid van Provinciale Staten van Drenthe; hij werd echter in dat jaar nog niet toegelaten tot de vergadering. Zijn statenlidmaatschap begon feitelijk in 1832 en duurde tot 1849.
Nijsingh trouwde op 26 december 1810 te de Wijk met Karsje Steenbergen, dochter van de landbouwer Willem Steenbergen en Femmigie Jans Schiphorst. Hun zoon Jan Luchies Nijsingh was burgemeester van Zuidwolde en van de Wijk.